# Njoeja (plaats)
Njoeja (Russisch: Нюя) of Njoeja Joezjnaja (Нюя Южная; "Zuidelijke Njoeja"; ter onderscheid van Njoeja Severa) is een plaats (selo) en nasleg in de oeloes Lenski, gelegen aan de westelijke oever van de Njoeja en de westelijke oever van de Lena, op 95 kilometer ten zuidoosten van het oeloescentrum, de stad Lensk. De plaats telt 1489 inwoners (2001), tegen ongeveer 1600 in 1989. Tot de nasleg, die in 2000 1872 inwoners telde, behoort ook het 18 kilometer verderop gelegen dorpje Toeroekta.
Bij Njoeja bevindt zich een rivierhaven, een afdeling van een bosbouwbedrijf en er worden landbouwproducten uit de omliggende regio verhandeld. In de buurt ligt de sovchoz Njoejski waar melkvee en fokpaarden worden gehouden en producten als groenten en aardappelen worden verbouwd. In de plaats bevindt zich een cultuurpaleis, scholen voor middelbaar en muziekonderwijs, medische instellingen (een ziekenhuis met 25 bedden) en handelsvoorzieningen. De meeste inwoners zijn erg arm en verbouwen het grootste deel van hun dagelijkse levensbehoeften zelf.

## Geografie en klimaat
Het dorp bevindt zich in een gebied met een gematigd licht droog landklimaat. De vorstvrije periode duurt er gemiddeld 60 tot 90 dagen en de periode met volledige sneeuwbedekking 190 tot 220 dagen; vanaf de tweede helft van oktober. De gemiddelde sneeuwdikte bedraagt 20 tot 25 centimeter. De gemiddelde luchttemperatuur bedraagt in juli +23°C, met een absoluut maximum van +35°C en een absoluut minimum van -55°C. De gemiddelde jaarlijkse neerslag bedraagt 300 tot 400 mm. De groeiperiode duurt 120 tot 130 dagen, maar ook in de zomer is vorst mogelijk.

## Geschiedenis, economie en vervoer
Het jaar van stichting van Njoeja is onzeker, maar mogelijk was dit in 1778.
Zowel Njoeja als Toeroekta werden in de sovjetperiode opgezet als bosbouwnederzettingen, als afdelingen van het bosbouwbedrijf van de oeloes, dat in 1929 werd opgericht en in 1992 werd geprivatiseerd, maar met zulke schulden overbleef dat het in feite failliet was. In de jaren 90 werd gepoogd om de bosbouw nieuw leven in te blazen, maar deze was begin 21e eeuw nog altijd onzeker.
In 1981 werd vanuit Lensk een sovchoz opgericht bij Njoeja, die echter in 1999 werd opgeheven na failliet te zijn gegaan. Het land werd verdeeld onder de boeren uit het dorp, maar bij gebrek aan technologie bleef een groot deel van het land braakliggen.
Het dorp heeft een dieselgenerator, maar de meeste huisjes stoken op hout uit de bossen van soorten als lariks, den en berk. Het bos is inmiddels echter al weggekapt tot 50 tot 70 kilometer van het dorp.
De beide dorpjes zijn in de zomer verbonden door de Lena en in de winter door een winterweg. Er is geen reguliere gemotoriseerde vaardienst, zodat de verbinding vaak moeilijk is. In de winter gaat er driemaal per week een bus vanuit Lensk. Andere plaatsen zijn alleen bereikbaar over water, modderwegen en door middel van vliegtuigen.